# Cirilo de Paula Freitas
Dom Cirilo de Paula Freitas (Capelinha, então Capelinha da Graça, 15 de março de 1860 — Paraopeba, 9 de março de 1947) foi um sacerdote católico brasileiro, primeiro bispo de Corumbá.
Foi ordenado sacerdote em 30 de maio de 1885. Sua nomeação como bispo titular de Antipátrida e coadjutor de Cuiabá, aconteceu dia 27 de março de 1905, mas sua ordenação episcopal só foi realizada no ano seguinte, mais precisamente no dia 7 de janeiro de 1906.
Em 13 de março de 1911 foi nomeado como primeiro bispo de Corumbá, no estado do Mato Grosso do Sul. Tomou posse em 3 de março de 1912. Sua resignação foi aceita em 8 de fevereiro de 1918.